# Ostrinia appositalis
Ostrinia appositalis là một loài bướm đêm trong họ Crambidae.